# Rudarius excelsus
Rudarius excelsus är en fiskart som beskrevs av Lee Milo Hutchins 1977. Rudarius excelsus ingår i släktet Rudarius och familjen filfiskar. Inga underarter finns listade i Catalogue of Life.